# ジャクソン・ウィンクMMA
ジャクソン・ウィンクMMA（Jackson Wink MMA、JW MMA、旧称 ジャクソンズ・サブミッション・ファイティング）は、アメリカ合衆国の総合格闘技ジム。ニューメキシコ州アルバカーキに所在。グレッグ・ジャクソンとマイク・ウィンケルジョンが共同代表。ジャクソンズMMAとも表記される。

## 概要
1992年、グレッグ・ジャクソンが高校卒業後にキャッチレスリングとムエタイ、柔道を組み合わせたストリートでの独自の自己防衛術、ガイドージュツ（ストリートの日本語訳「街頭」から来ている）を教えるために設立。2000年に総合格闘技ジムとなる。2007年に長年の友人で格闘家のマイク・ウィンケルジョンと正式にチームを結成しジムの共同代表となった。

## コーチングスタッフ
- グレッグ・ジャクソン - ヘッドコーチ
- マイク・ウィンケルジョン - 打撃コーチ

## 主な所属選手
- ジョン・ジョーンズ（UFC世界ライトヘビー級王者）
- カーロス・コンディット（UFC世界ウェルター級暫定王者）
- ホリー・ホルム（UFC世界女子バンタム級王者）
- ディエゴ・サンチェス
- カブ・スワンソン
- ジョン・ドッドソン
- ミシェル・ウォーターソン
- パトリック・ミックス
- サラ・カフマン
- ヴィタリー・ミナコフ
- マテウス・ニコラウ
- ランド・バンナータ
- レイ・ボーグ
- ルスタム・ハビロフ
- ディエゴ・ブランダオン

## 元所属選手
- ジョルジュ・サンピエール（UFC世界ウェルター級、ミドル級王者）
- ラシャド・エヴァンス（UFC世界ライトヘビー級王者）
- BJ・ペン（UFC世界ライト級王者、ウェルター級王者）
- ドナルド・セラーニ
- アリスター・オーフレイム
- シェイン・カーウィン（UFC世界ヘビー級暫定王者）
- フランク・ミア（UFC世界ヘビー級王者）
- アンドレイ・アルロフスキー（UFC世界ヘビー級王者）
- ジーナ・カラーノ
- マーク・ハント
- 秋山成勲
- ブライアン・スタン
- ネイサン・マーコート
- キース・ジャーディン
- ティム・ケネディ
- クレイ・グイダ
- トラヴィス・ブラウン
- ブレンダン・シャウブ
- ジョー・スティーブンソン
- マイク・ペリー
- レオナルド・ガルシア
- デレク・ブランソン
- チェイス・ビービー
- タラ・ラローサ
- アリ・アブデルアジズ
- カロ・パリジャン
- メルヴィン・ギラード

## 表彰
- World MMA Awards
  - 2015年ジム・オブ・ザ・イヤー
  - 2011年コーチ・オブ・ザ・イヤー（グレッグ・ジャクソン）
  - 2010年コーチ・オブ・ザ・イヤー（グレッグ・ジャクソン）
  - 2009年ジム・オブ・ザ・イヤー
  - 2009年コーチ・オブ・ザ・イヤー（グレッグ・ジャクソン）